# أكاديمية أورشارد ميد
أكاديمية أورشارد ميد المعروفة سابقا باسم كلية المجتمع هاملتون، وهي مدرسة تعليم مختلط في المدارس الثانوية الموجودة في ليستر، إنجلترا، لتدريس الأطفال الذين تتراوح أعمارهم بين الحادية عشرة والسادسة عشرة.

## نبذة
أصبحت الكلية أكاديمية في 1 سبتمبر 2017، وانضمت إلى الهيئة الادارية التعليمية ميد The Mead Educational Trust / (TMET) كهيئة مشرفة على الاكاديمية وراعيه لها.
انتهى بناء مبنى المدرسة الرئيسي الجديد في 2014 وذلك بدلا من القديم الذي يعود تاريخه إلى الخمسينيات والستينيات كجزء من برنامج بناء المدارس من أجل المستقبل. كجزء من هذه عمل البرنامج، أقامت مدرسة نيذر هول للطلاب لذوي الاحتياجات الخاصة موقعًا مشتركًا مع اكاديمية هاملتون محاذي ل طريق كيم الشرقي. كما يشاركهم في الموقع سرب سلاح التدريب الجوي 2502

## المدير
المدير الحالي هو مارك أولدمان. وشهدت المدرسة الكثير من التغييرات في إدارة المدرسة منذ تقاعد المدير جون موريس الذي قضى وقت طويل في إدارة المدرسة.

## التحصيل الأكاديمي
في عام 2013، حقق 68٪ من طلاب المدرسة ممن بلغو سن السادسة عشرة حيث اجتازو شهادة الثانوية العامة (GCSE) في الصفوف من A * إلى C ، مع قيام 50٪ من الطلاب اجتياز GCSE للغة الإنجليزية والرياضيات. في عام 2014، حصل 55٪ من الطلاب على 5 درجات في GCSE من A * -C بما في ذلك اللغة الإنجليزية والرياضيات؛ انخفض هذا الرقم إلى 25٪ فقط في عام 2015.
في عام 2016، حققت المدرسة تقدمًا 8 درجات من -0.73، مما يجعلها في اسفل القائمة 10٪ من المدارس في إنجلترا. في عام 2017، كانت النتيجة 8 لتقدم المدرسة هي -0.78.

## مخاوف وانتقادات
في أكتوبر 2016، صنفت منظمة اوفستيد Ofsted المدرسة على أنها «غير مؤهله» في جميع التخصصات وتم اتخاذ بعض التدابير خاصة بخصوصها.
في يونيو 2017، تلقت المدرسة انتقادات بعد استبعاد ما لا يقل عن 40 طالب بشكل غير رسمي بسبب احتجاجهم السلمي على التقليص في تمويل في نفقات التعليم وخفض عدد مساعدي المدرسين. رفضت مديرة المدرسة جاكي جير التعليق على الحادث، وصدر بيان عن السلطة المحلية وهو مجلس مدينة ليستر، ذكر أن السلطة «كانت راضية عن الطريقة التي تم بها إدارة الوضع». وقد رد العديد من الآباء بالقول ان الاحتجاج كان بشكل سلمي فقط ضد سياسات أكاديمية هاملتون.